# Zapasy na Letnich Igrzyskach Olimpijskich 1964 – kategoria do 97 kg w stylu wolnym
Zmagania mężczyzn do 97 kg to jedna z ośmiu męskich konkurencji w zapasach w stylu wolnym rozgrywanych podczas Letnich Igrzysk Olimpijskich 1964. Pojedynki w tej kategorii wagowej odbyły się w dniach 11 – 14 października.
Punktacja opierała się na systemie "złych punktów karnych". Zwycięzca otrzymywał zero punktów za wygraną przez "tusz" (łopatki), a jeden punkt za wygraną na punkty. Dwa punkty przyznawano zawodnikom za remis. Za porażkę na punkty zawodnik otrzymywał trzy punkty, a za przegraną na łopatki przyznawano 4 punkty karne. Uzyskanie sześciu lub więcej punktów eliminowało zapaśnika z turnieju. Najlepsza trójka walczyła w rundzie finałowej. 

## Klasyfikacja[1]
| Pozycja | Nazwisko                   | Kraj              |
| ------- | -------------------------- | ----------------- |
| 1       | Aleksandr Miedwied         | ZSRR              |
| 2       | Ahmet Ayık                 | Turcja            |
| 3       | Said Mustafow              | Bułgaria          |
| 4       | Gholam Reza Tachti         | Iran              |
| 5       | Peter Jutzeler             | Szwajcaria        |
| 6       | Jerry Conine               | Stany Zjednoczone |
| 7       | Heinz Kiehl                | Niemcy            |
| 8       | Imre Vígh                  | Węgry             |
| 9       | Maruti Mane                | Indie             |
| 9       | Shun’ichi Kawano           | Japonia           |
| 11      | Hugh Williams              | Australia         |
| 12      | Francisc Balla             | Rumunia           |
| 12      | Lennart Eriksson           | Szwecja           |
| 14      | Tony Buck                  | Wielka Brytania   |
| 14      | Sión Cóhen                 | Panama            |
| 16      | Öldzijsajchany Erden-Oczir | Mongolia          |

## Wyniki

### Pierwsza runda[2]
| Zwycięzca          | Punkty karne | Wynik     | Przegrany                  | Punkty karne |
| ------------------ | ------------ | --------- | -------------------------- | ------------ |
| Peter Jutzeler     | 1            | Na punkty | Maruti Mane                | 3            |
| Heinz Kiehl        | 0            | Łopatki   | Öldzijsajchany Erden-Oczir | 4            |
| Gholam Reza Tachti | 1            | Na punkty | Imre Vígh                  | 3            |
| Shun’ichi Kawano   | 1            | Na punkty | Tony Buck                  | 3            |
| Hugh Williams      | 1            | Na punkty | Sión Cóhen                 | 3            |
| Ahmet Ayık         | 2            | Remis     | Said Mustafow              | 2            |
| Aleksandr Miedwied | 0            | Łopatki   | Francisc Balla             | 4            |
| Jerry Conine       | 1            | Na punkty | Lennart Eriksson           | 3            |

### Druga runda[3]
| Zwycięzca          | Punkty karne | Wynik     | Przegrany                  | Punkty karne |
| ------------------ | ------------ | --------- | -------------------------- | ------------ |
| Peter Jutzeler     | 1            | Łopatki   | Öldzijsajchany Erden-Oczir | 8            |
| Maruti Mane        | 4            | Na punkty | Heinz Kiehl                | 3            |
| Gholam Reza Tachti | 1            | Łopatki   | Tony Buck                  | 7            |
| Shun’ichi Kawano   | 3            | Remis     | Imre Vígh                  | 5            |
| Said Mustafow      | 2            | Łopatki   | Sión Cóhen                 | 7            |
| Ahmet Ayık         | 2            | Łopatki   | Hugh Williams              | 5            |
| Aleksandr Miedwied | 1            | Na punkty | Lennart Eriksson           | 6            |
| Jerry Conine       | 3            | Remis     | Francisc Balla             | 6            |

### Trzecia runda[4]
| Zwycięzca          | Punkty karne | Wynik     | Przegrany        | Punkty karne |
| ------------------ | ------------ | --------- | ---------------- | ------------ |
| Heinz Kiehl        | 4            | Na punkty | Peter Jutzeler   | 4            |
| Imre Vígh          | 6            | Na punkty | Maruti Mane      | 7            |
| Gholam Reza Tachti | 1            | Łopatki   | Shun’ichi Kawano | 7            |
| Said Mustafow      | 2            | Łopatki   | Hugh Williams    | 9            |
| Aleksandr Miedwied | 3            | Remis     | Ahmet Ayık       | 4            |
| Jerry Conine       | 3            | Bez walki |                  |              |

### Czwarta runda[5]
| Zwycięzca          | Punkty karne | Wynik     | Przegrany          | Punkty karne |
| ------------------ | ------------ | --------- | ------------------ | ------------ |
| Peter Jutzeler     | 5            | Na punkty | Jerry Conine       | 6            |
| Said Mustafow      | 3            | Na punkty | Heinz Kiehl        | 7            |
| Ahmet Ayık         | 5            | Na punkty | Gholam Reza Tachti | 4            |
| Aleksandr Miedwied | 3            | Bez walki |                    |              |

### Piąta runda[6]
| Zwycięzca          | Punkty karne | Wynik     | Przegrany          | Punkty karne |
| ------------------ | ------------ | --------- | ------------------ | ------------ |
| Aleksandr Miedwied | 3            | Łopatki   | Peter Jutzeler     | 9            |
| Said Mustafow      | 5            | Remis     | Gholam Reza Tachti | 6            |
| Ahmet Ayık         | 5            | Bez walki |                    |              |

### Runda finałowa[7]
| Zwycięzca          | Wynik   | Przegrany                                 |
| ------------------ | ------- | ----------------------------------------- |
| Ahmet Ayık         | Remis   | Said Mustafow (zaliczony wynik z I rundy) |
| Aleksandr Miedwied | Remis   | Ahmet Ayık (zaliczony wynik z III rundy)  |
| Aleksandr Miedwied | Łopatki | Said Mustafow                             |